# Фармингтон (Делавэр)
Фармингтон (англ. Farmington) — город в округе Кент в штате Делавэр США. По данным переписи 2020 года, численность населения составляла 92 человека.

## Население
| 2010 | 2020 |
| ---- | ---- |
| 110  | ↘92  |